# Chartreuse de Montebenedetto
La chartreuse Notre-Dame du Mont-Benoit (italien : certosa di Montebenedetto) est un ancien monastère chartreux, situé près de Villar-Fouchard, dans le Piémont, en Italie.

## Histoire
En 1197, la chartreuse de Losa, en difficulté, est transférée en aval dans la vallée de la Doire Ripaire, à Montebenedetto, sur des terres données par le comte Thomas Ier de Savoie. 
En 1198, les chartreux sont toujours à Losa, mais déjà en possession de Montebenedetto, il semble qu'ils y ont ouvert une succursale « Domui de Montebenedicto de Losa ». La même année, l'abbaye Saint-Just de Suse leur cède le domaine de l'Alpe Civina ou Zuvina situé à Monpantier.
Deux familles nobles, qui dominent Villar-Fouchard et ses dépendances territoriales, sous la haute souveraineté du comte Thomas, font des donations aux chartreux de Losa : « Viscontea di Baratonia (it) » et « Signori di Reano ». La chartreuse reconnaît pour fondateurs Henri, vicomte de Baraton, Palmier de Reggiano (Reano) et Bozon Corbonello.
En juin 1200, Enrico, vicomte de Baratonia, Palmerio di Reano et Boso Carbonello donnent à la chartreuse de Losa, une «montagne» ou «alpe» au-dessus de Villar-Fouchard « depuis les douves de Salbasino, jusqu'à Tollo Reposatore et Alpe di Moschiglione »,  aujourd'hui Mustione (Alpe) d'Adret, entre le col de Malanotte et le col de Vento dans le Vallon du Gravio (it).
Les constructions élevées par les chartreux sont très modestes ; ils rencontrent les mêmes difficultés qu'à Losa, à constituer leur « désert » et la maison reste très pauvre. La chartreuse est dotée par la famille de Bertrand qui domine le Val de Suse.
En 1202, le comte de Savoie, Thomas, confirme à Montebenedetto les dons et privilèges déjà accordés à la chartreuse de Losa . La même année, Boniface de Montferrat, avant de partir pour la quatrième croisade fait une généreuse oblation aux chartreux préférant ceux ci à plusieurs monastères célèbres existant dans ses États.
En 1205, la chartreuse, déjà propriétaire de la vallée de l'Orsiera, acquiert le terrain de Banda, situé à une altitude plus basse et plus accessible. En 1216, le comte Thomas fait don du droit de pêche dans le ruisseau Gravio, tout au long de son cours.
Raimond-Bérenger V de Provence, époux de Béatrice de Savoie, fille  de Thomas Ier de Savoie, accepte d'exporter une quantité de sel, dont le monastère à besoin tant pour l'usage domestique que pour les services ruraux, correspondant à la charge de douze bêtes de somme, sans être soumis à des péages ou taxes de toute nature.
En 1226, les seigneurs de Piossasco accordant à la chartreuse la liberté de pâturage et du transit sur les terres de leur seigneurie, renouvelé en 1258 avec dérogation des impôts.
En 1233, Amédée IV confirme toutes les dispositions de son père en faveur  des chartreux de Losa et de  Montebenedetto, renouvelées le 20 juin 1250.
En 1243, Guigues VII de Viennois renouvele la charte de protection et de liberté de transit déjà accordé par son ancêtre et par ses parents
En 1268, Béatrix, comtesse de Vienne et d'Albon, demande à tous ses châtelains, mistraux et bailes de garder et défendre la chartreuse de Montebenedetto
En 1290, Amédée V donne l'ordre de protéger et de défendre la chartreuse de Montebenedetto.
En 1281, Guillaume VII de Montferrat accorde la liberté de faire paître les troupeaux sur ses terres et l'exemption des péages et d'autres privilèges similaires.
Au cours du XVe siècle, la pression interne pour déplacer la communauté en aval augmente. En 1473, une inondation désastreuse du torrent Gravio affecte l'ensemble du monastère, détruisant presque toute la maison-haute, seule la petite église reste debout et provoque un glissement de terrain imposant qui entraîne la maison-basse, 50 mètres plus en aval. 
En 1498, les moines s'installent à la chartreuse de Banda, plus en aval, qui est devenue leur centre économique le plus important au cours du même siècle, grâce à la proximité  avec des terres plus riches et plus productives du fond de la vallée. Après cette date, les restes du monastère de Montebenedetto deviennent une grange monastique utilisée comme ferme, puis s'installent à Veillane. Après la destruction de la chartreuse d'Avigliana en 1630, les moines reviennent à Montebenedetto ou à Banda, jusqu'à la construction de la chartreuse de Turin en 1642.

## Moines notables

### Prieurs
Le prieur est le supérieur d'une chartreuse, élu par ses comprofès ou désigné par les supérieurs majeurs.

Liste des prieurs d'après Provana di Collegno :
- 1200 : Guido, premier prieur de Montebenedetto.
- 1210 : Pierre
- 1223 : Clarino ou Clarerio
- 1227 : Pietro
- 1232 : Falcone
- 1250 : Gonterio
- 1281 : Giacomo
- 1289 : Emerico ou Aimerico al Beroardo

### Ecrivains
- Guillaume d'Yvrée (Guillelmus de Yporegia), né vers 1250, probablement à Ivrée (Piémont), Guillaume entre à la chartreuse de Montebenedetto vers 1300, après avoir été dominicain ; il meurt vers 1320-1325, à la chartreuse de Val-di-Pesio où le chapitre général l'avait transféré[13]. Il a écrit De origine et veritate perfecte religionis[14].

## Aujourd'hui
Grâce à la création du parc naturel Orsiera-Rocciavrè, des travaux de restauration et de consolidation sont lancés en 1987, notamment l'église abbatiale. Le plancher d'origine, toujours présent, est protégé en 1990 par un plancher en bois au-dessus. À l'intérieur, il y a une petite exposition permanente sur l'histoire de l'ordre des Chartreux et du monachisme. Une fois les restaurations terminées en 2000, les structures environnantes sont récupérées au cours des années suivantes, avec la création d'une petite maison d'hôtes pour les randonneurs. 
L'ancienne chartreuse est actuellement sur le circuit de randonnée pédestre dans les Alpes du Piémont : GTA du Tour de l’Orsiera et non loin du Sentiero dei Franchi (it), et peut également être atteinte depuis le bas de la vallée grâce à divers sentiers de randonnée.